# Lactarius sumstinei
Lactarius sumstinei é um fungo que pertence ao gênero de cogumelos Lactarius na ordem Russulales. Foi descrito cientificamente pelo micologista norte-americano Charles Horton Peck em 1905.